# 福克蘭群島海戰
福克蘭群島海戰（英語：Battle of the Falkland Islands）是第一次世界大战期间于1914年12月8日发生在英國皇家海軍和德意志帝國海軍之間的一場海戰，因交戰地於南大西洋福克蘭群島一帶而得名。在此之前，馬克西米連·馮·斯比伯爵率领的德軍東亞分艦隊于1914年11月1日在科羅內爾海戰中击败了英国西印度分舰队，这是皇家海军近百年来首次战败。舆论哗然之余，英国海军部迅速派遣大量增援兵力以对付施佩舰队。12月8日上午，英军和德军舰艇在福克兰群岛斯坦利港的外海相遇。遭遇战后，占据绝对优势的英军击败了弹药不足的德军舰队，德国东亚分舰队名存实亡。海戰发生的12月8日至今仍為福克蘭群島每年的法定假日。

## 战斗背景
科罗内尔海战后，海軍中將馬克西米連·馮·斯比伯爵率領包括兩艘装甲巡洋舰——沙恩霍斯特號、格奈森瑙號、三艘轻巡洋艦——紐倫堡號、德勒斯登號、萊比錫號和三艘輔助船隻的「東亞分艦隊」计划襲擊英軍在福克蘭群島斯坦利港的補給基地和无线电站。東亞分艦隊在之前的战斗中消耗了大量弹药，此时的弹药储备不足原有的一半。所以施佩手下的大部分舰长反对这次突袭，要求直接取道回国，但是施佩海軍中將坚持己见，仍决定进攻。
另一方面，英军特遣舰队由海军中将道维顿·斯特迪爵士率领。斯特迪在此前任职英国海军参谋长，但他长期与一战爆发后担任第一海务大臣的约翰·费舍尔不合。当科罗内尔海战失利的消息传到英国之后，费舍尔便趁此机会任命斯特迪为南大西洋和南太平洋战区总司令（英語：Commander-in-Chief, South Atlantic and Pacific），要求他找到并摧毁施佩舰队。
斯特迪旗下的艦隊由兩艘戰鬥巡洋艦——無敵號、不屈號、三艘装甲巡洋舰——卡納芬號、康沃爾號和肯特號、辅助巡洋舰馬其頓號、两艘輕巡洋艦——布里斯托號和格拉斯哥號组成。其中，格拉斯哥號是科罗内尔海战的幸存者。斯特迪于1914年11月11日率领战列巡洋舰离开英国，并于11月26日在巴西海岸外的阿布罗略斯岩与斯托达德海军少将率领的其他巡洋舰会合。英军舰队在1914年12月7日到达斯坦利港进行补给，为下一步的搜寻做准备。英军战斗序列中的最后一员是严重过时的前无畏舰克诺珀斯号，克诺珀斯号原本应该参与科罗内尔海战，但因速度过慢没能赶上。之后，克诺珀斯号被命令返回福克兰群岛，作为卫戍舰保卫斯坦利港。1914年12月4日，克诺珀斯号搁浅在斯坦利港的浅滩上，她的船员将她变成了一座固定炮塔以保卫斯坦利港的入口。
整体而言，英军舰队的舰艇和火炮数量远远强于德军。斯特迪的两艘战列巡洋舰各搭载了8门12英寸（305毫米）的火炮，而施佩属下火力最强的军舰（沙恩霍斯特号和格奈森瑙號）也仅配备了210毫米（8.3英寸）口径的火炮。 此外，英国人的战列巡洋舰的最大速度为25.5节（47.2公里/小时），而施佩舰队基本为旧型舰艇，航速最快的舰船也只能达到22.5节（41.7公里/小时）。所以，德国舰队不仅在射程上劣于敌军，而且因为航速劣势，一旦交火，在失利情况下将难以摆脱对手撤离战场。

## 战斗经过

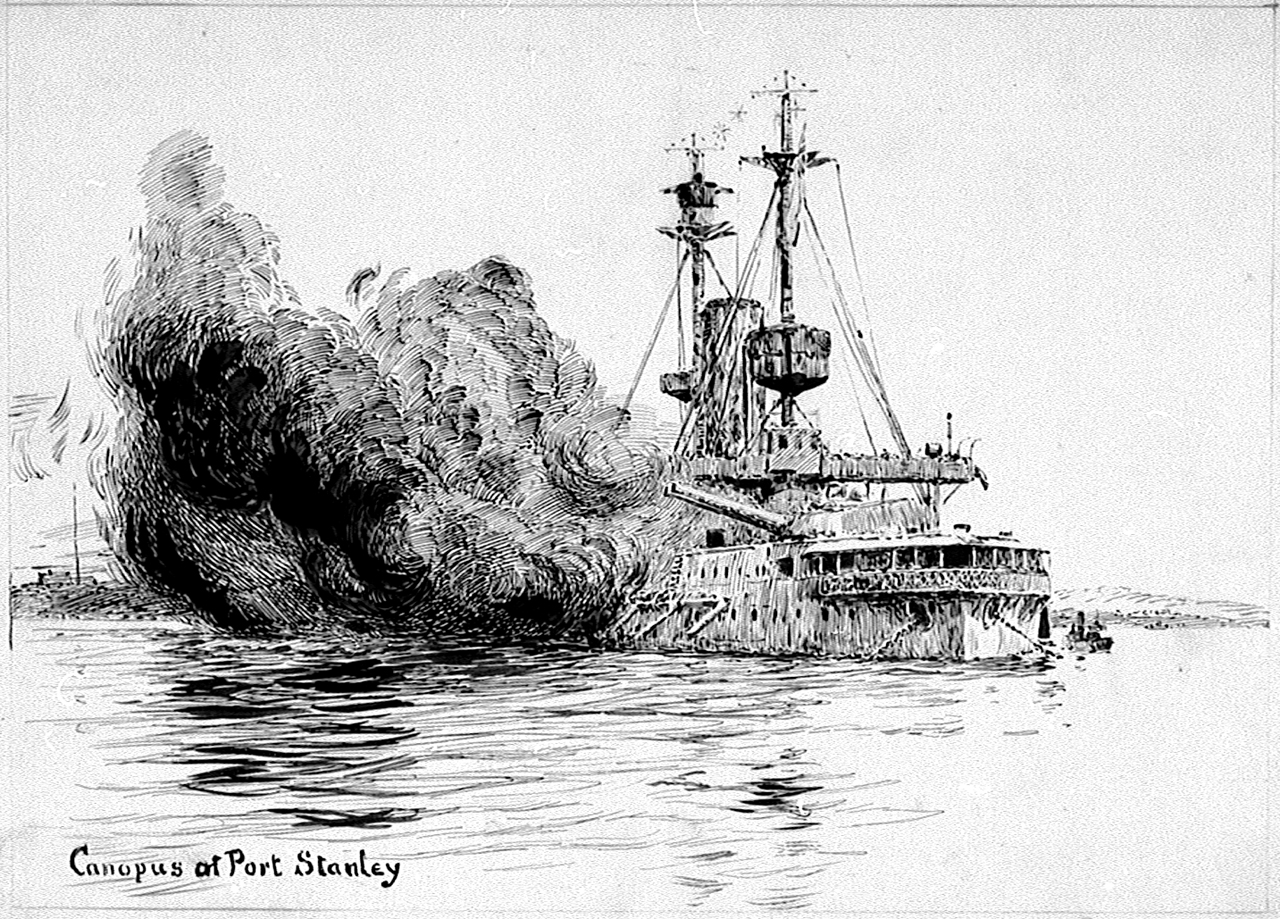
搁浅的克诺珀斯号对德军开火

施佩海軍中將于12月8日上午派遣格奈森瑙号装甲巡洋舰和纽伦堡号轻巡洋舰查看港口中是否有英国军舰。德舰于7時30分被当地平民发现，但保卫斯坦利港入口前无畏舰克诺珀斯号直到7時45分才收到情报。斯特迪没有料到会这么快遇敌，此时他手下的大多数船舰都在加煤，因此暂时没有战斗能力。另外康沃爾號裝甲巡洋艦和布里斯托號輕巡洋艦的发动机都正在维修中。辅助巡洋舰马其顿号正在外港巡逻，而肯特號裝甲巡洋艦也停泊在外港，计划于8時接替马其顿号巡逻。另一边，两艘德国军舰也没有预料到港中会有一整个英国分舰队，9時20分克诺珀斯号的第一声齐射就使德舰放弃了对无线电台的轰炸，逃离了斯坦利港。与港外施佩指挥的東亞分艦隊的主力会合。
斯特迪的舰队直到9時50分才完成整备，从港口出动，他们此时仍可以看到西南地平线上撤退的德国军舰。刚刚进坞检修过的無敵號戰鬥巡洋艦对德军有5节（9.3公里/小时）的速度优势——施佩的舰只由于其横跨半个地球的航行，船底附着了藤壶，因此达不到最大速度，此时她们的速度不超过20节（37公里/小时）。施佩舰队尝试向东脱战，其中莱比锡号轻巡洋舰处于德军舰队末尾。不屈号战列巡洋舰在12时55分在17500码（16000米）的距离上对莱比锡号开火，打响了福克兰群岛海战。
不久后，无敌号也对莱比锡号开火。当距离拉近到13000码（12000米）时，两艘战列巡洋舰都开始对莱比锡号取得跨射。13時20分，意识到陷入绝境的施佩命令舰队分离：他命令他手下的轻巡洋舰转向西南逃离，而他将带领稍大的装甲巡洋舰继续向东航行，以争取时间掩护撤退。斯特迪同样命令自己的舰队分离，一部分向南追击德军轻巡洋舰，而自己带领主力迎击施佩的两艘装甲巡洋舰。施佩的巡洋舰于13點30分开火，并于13點44分取得了首次命中——沙恩霍斯特号击中了无敌号，但炮弹没能击穿装甲带。在交战的头半个小时，双方都迅速开火，然后拥有火炮射程优势的英军舰队再次拉开了距离，驶离了德国舰炮的有效射程。与德国水手相比，英国人炮术极差，发射了210发炮弹，只打中了4发。也有一说是此时英国舰队处于德国人的上风，西北风将来自炮火和烟囱的烟雾吹向船头的舰桥和观察哨，从而遮挡了英军的视线。

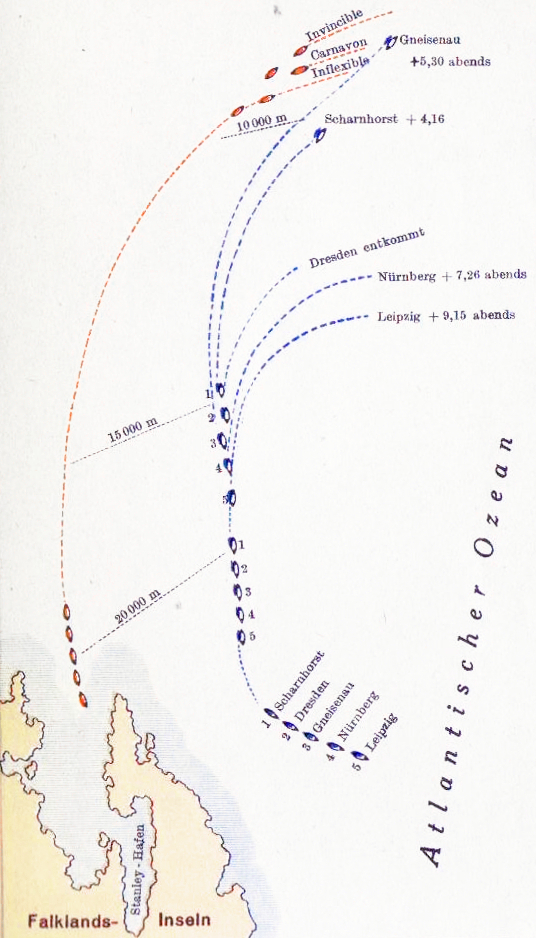
福克兰群岛海战，地图左侧指北

施佩的装甲巡洋舰转向南，试图在英国人的视野被遮蔽时脱战，但他在被英国人发现之前只把双方距离拉开到17000码（16000米）。英国战列巡洋舰于是转向以24节（44 公里/小时）的速度追赶。40分钟后，英国人再次在15000码（14公里）的距离上开火。于是逃离无望的德舰再次转向东方进行战斗。
施佩的策略是拉近距离，这样他舰上的150毫米（5.9 英寸）副炮就可以开火。他成功了，15时整，德舰150毫米炮开始用最大仰角开火。此时风向改变，使双方的视野都被烟雾遮挡，尽管如此，随着距离拉近，双方开始取得命中。然而，命中的德国炮弹要么没有引爆，要么没有击穿，而英军则幸运许多：一发炮弹击中了格奈森瑙号的右引擎室，停用了她的右侧引擎。斯特迪命令他的船舰在15时15分转向，以获得迎风优势，摆脱恼人的烟雾。而施佩转向西北，虽然看起来像是为了取得对英军的T字优势，但实际上是为了让沙恩霍斯特号未受损的右舷火炮发挥作用，因为她左舷的大多数火炮都不能使用了。
皇家海军取得了上风，多次中弹的沙恩霍斯特号的烟囱被炸平，舰体燃起熊熊大火并开始侧倾。她于16時停止了射击，然后在16時17分倾覆。施佩海军中将阵亡，全舰没有幸存者。
格奈森瑙號继续战斗，直到17时15分都在反击，打光了所有炮弹。她的船员凿沉了她——格奈森瑙號装甲巡洋舰于18时02分缓慢沉没。英国人从冰冷的海水里救出了176名（一说190名）生还者。
战场的另一边，先前试图撤离的的德军轻巡洋舰也逐渐被英军追上。17时30分纽伦堡号轻巡洋舰回身迎战英军肯特号装甲巡洋舰。作为装甲巡洋舰，肯特号的火力和装甲都强于纽伦堡号。在战斗中，纽伦堡号不堪重负的锅炉两次爆炸，使得她无法加速和转向，最终导致纽伦堡号于19时27分被肯特号击沉。莱比锡号轻巡洋舰则和英军康沃尔号装甲巡洋舰与格拉斯哥號轻巡洋舰交战，在战斗中打光了最后一枚炮弹，直到最后也没有投降。21时23分，莱比锡号在距离福克兰群岛东南方80千米处沉没。
德军的运输舰中，巴登号和圣伊莎贝拉号被布里斯托號輕巡洋艦和马其顿号辅助巡洋舰追上。英军在把船员扣做俘虏后于19时将这两艘船击沉。

## 战斗结果

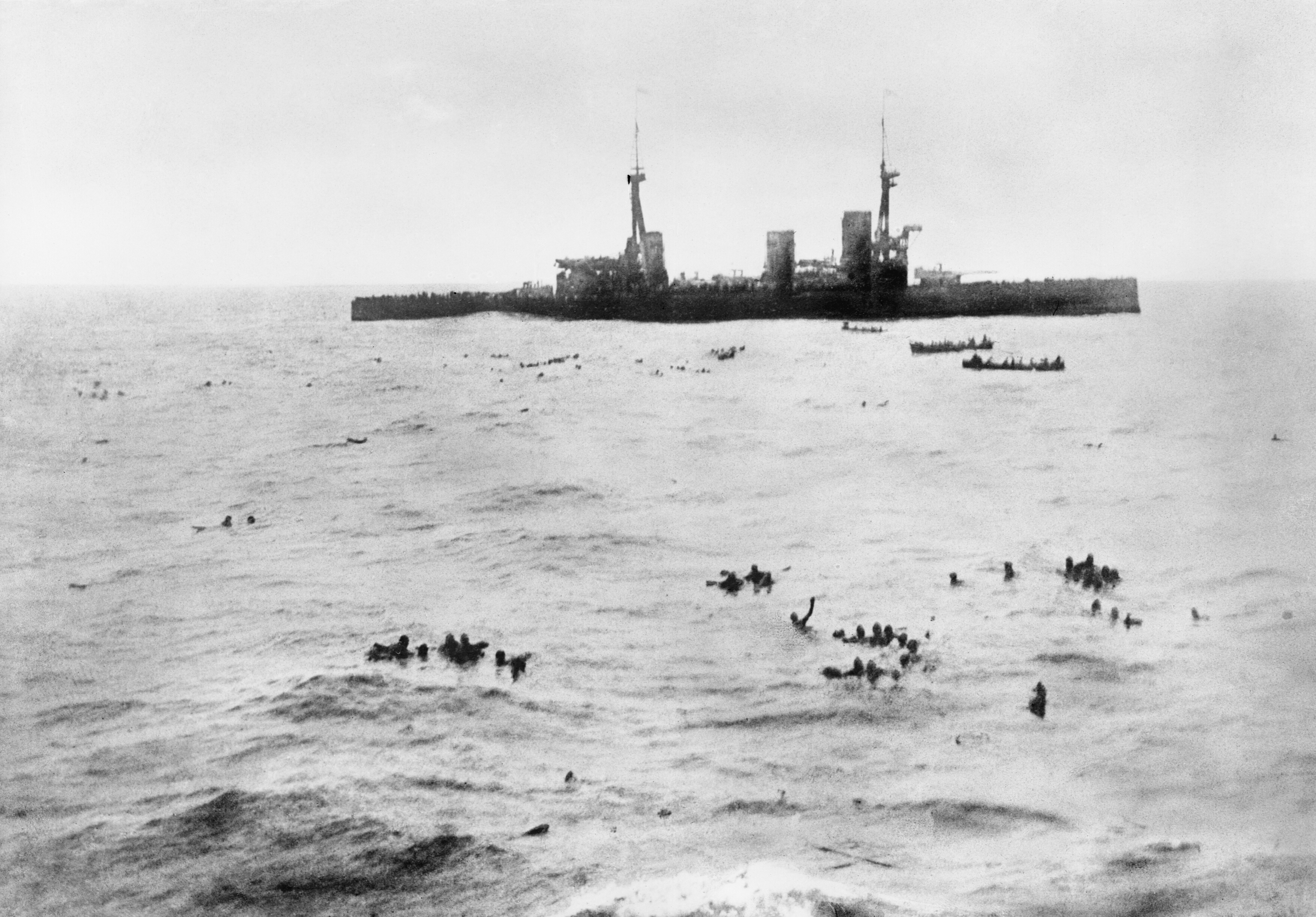
不屈号战列巡洋舰战后援救格奈森瑙號上的幸存者

战斗以皇家海军的大胜告终，英军的战列巡洋舰完美执行了她们为之设计的职责——猎杀敌军装甲巡洋舰。而且，参战的德军的老旧的装甲巡洋舰航速较慢，火力也更差，难以摧毁英军的新式战列巡洋舰。与科罗内尔海战相同，双方的官兵伤亡和船舰损失完全不成比例，只不过这次是相反的情况。英国舰队遭受的损失很小，而德军几乎全军覆没，施佩海军中将和他的两个儿子当场阵亡，一共只有215名德军官兵活了下来，成为了英国战舰上的战俘。幸存者大多数来自格奈森瑙號，9人来自纽伦堡号，18人来自莱比锡号，而沙恩霍斯特号上无人生还。有趣的是，格奈森瑙號上的一名军官在被从海里救起时声称自己是英军指挥官阿奇博尔德·斯托达特的表亲。

参加战斗的8艘德国舰船中，只有运输舰塞德利茨号和轻巡洋舰德累斯顿号成功撤离。德累斯顿号战后继续在南美海域游荡了几个月，直到在1915年3月14日的马斯地岛海战中，停靠在中立港口的德累斯顿号在被无视中立政策的英国海军击伤后最后被迫自沉。
战斗后，德国唯一的主要海外舰队——德国东亚分舰队不复存在。德国海军的正规战舰在公海进行破交作战的时代也告一段落了。但是，这之后德国海军将多艘商船改造成武装袭击舰，并取得了一定的战果，其中最有名的便是费利克斯·冯·卢克纳尔指挥的海鹰号帆船。

## 英国情报部门的贡献
战斗结束后，德国海军专家对施佩海军中将为何坚持要袭击斯坦利港，以及英德舰队如何在如此广阔的海面上这样偶然地碰面感到十分困惑。德国皇帝威廉二世甚至亲手在正式战斗报告上批注：“施佩攻击福克兰群岛的原因仍是个谜。去看马汉的《海军战略》。”

在一战期间，人们普遍认为，施佩是被德国海军高层误导。当时瓦尔帕莱索的德国无线电台给他发来情报，称斯坦利港中没有英军舰艇，于是相信了情报的施佩就在手下舰长的反对中进行了这次冒险。

然而，一战时的英国海军情报机构主管雷金纳德·霍尔海军上将在接受前德国海军军官弗朗兹·冯·林特伦的采访時，承認施佩其实是被英国情报部门骗到斯坦利港的：当时英国情报机构已经破解了德国海军的无线电码，英国假冒德国电台发送了假情报。英国情报机构之后还破译出了溜走的德累斯顿号的藏身处，使得她最终被英军包围并摧毁。